# Perissus biluteofasciatus
Perissus biluteofasciatus är en skalbaggsart som beskrevs av Maurice Pic 1918. Perissus biluteofasciatus ingår i släktet Perissus och familjen långhorningar.
Artens utbredningsområde är Laos. Inga underarter finns listade i Catalogue of Life.